# Президент ЮАР
Президе́нт Ю́жно-Африка́нской Респу́блики — глава государства и правительства в ЮАР.

## История
В рамках системы апартеида, в январе 1991 года между противоборствующими политическими партиями, а именно Национальной партией и Африканским национальным конгрессом, начались консультативные переговоры о введении демократической многорасовой политической системы. В ходе переговоров, прошедших в июне-июле 1993 года, была согласована дата проведения первых в истории страны многорасовых выборов — 27 апреля 1994 года. В этот день гражданами ЮАР были выбраны депутаты временного парламента, целью которого стала разработка новой постоянной конституции. 252 из 400 мест в парламенте получил Африканский национальный конгресс. Временная конституция была ратифицирована в декабре 1993 года и вступила в силу 27 апреля 1994 года. 10 мая, после единогласного избрания парламентом, в Здании Союза в Претории Нельсон Мандела был приведён к присяге нового президента ЮАР. 4 декабря 1996 года Конституционным судом была утверждена новая конституция ЮАР, разработанная Рольфом Мейером и Сирилом Рамафосой, и вступившая в силу 4 февраля 1997 года.
7 июля 1999 года Нельсон Мандела объявил о намерении уйти в отставку, не переизбираясь на второй срок, поддержав выдвижение кандидатом в президенты Табо Мбеки.
После уверенной победы АНК на парламентских выборах 1999 года, 14 июня Табо Мбеки был утверждён на пост президента депутатами парламента, и 16 июня принёс присягу.
В 2005 году Мбеки освободил Джейкоба Зуму от обязанностей заместителя председателя АНК из-за его причастности к коррупционному скандалу, что вызвало раскол АНК на два лагеря. 16 декабря 2007 года на 52-й Национальной конференции Африканского национального конгресса в Полокване в провинции Лимпопо, Мбеки на голосовании по выдвижению кандидата в президенты проиграл Джейкобу Зуме. В сентябре 2008 года Джейкоб Зума был очищен судом от всех обвинений в коррупции, что привело к решению Национального исполнительного комитета АНК о отстранении Мбеки из-за политического вмешательства в судебное разбирательство. 24 сентября Табо Мбеки в официальном письме правительству заявил о своей отставке.
25 сентября 269 голосами депутатов новым президентом был выбран Кгалема Мотланте, до проведения парламентских выборов.
6 мая 2009 года в парламенте состоялось голосование по вопросу избрания нового президента. 9 мая президентскую присягу принёс Джейкоб Зума.
После парламентских выборов 2014 года, на которых АНК получил 249 мест, 21 мая Джейкоб Зума был переизбран на второй президентский срок без голосования из-за отсутствия других кандидатов. 24 мая состоялась церемония инаугурации.

## Законодательство
Согласно конституции, президент является главой государства, исполнительной власти и главнокомандующим вооруженными силами. Избирается на первом после выборов заседании Национальной ассамблеи из числа её депутатов на 5 лет с правом единственного переизбрания.
В полномочия президента, возложенные на него Конституцией и законодательством, входят:
- одобрение и подписание законопроектов;
- направление законопроекта в Национальную ассамблею для повторного рассмотрения конституционности законопроекта;
- направление законопроекта в Конституционный суд для принятия решения о конституционности законопроекта;
- созыв внеочередных заседаний Национальной ассамблеи, Национального совета провинций или парламента
- производство должностных назначений;
- назначение комиссии по расследованию;
- утверждение национального референдума по акту парламента;
- приём и признание иностранных дипломатических и консульских представителей;
- назначение послов, полномочных представителей, дипломатических и консульских представителей;
- право помилования и смягчения любого наказания;
- удостоивание наградами[21].

## Список президентов Южно-Африканской Республики (с 1994)
Партия
 Африканский национальный конгресс
| Президент | Президент | Президент                   | Срок             | Срок                               | Срок           | Назначен            | Партия                            |
| №         | Портрет   | Имя                         | Начало           | Конец                              | Длительность   | Назначен            | Партия                            |
| --------- | --------- | --------------------------- | ---------------- | ---------------------------------- | -------------- | ------------------- | --------------------------------- |
| 1         |           | Нельсон Мандела (1918—2013) | 10 мая 1994      | 16 июня 1999                       | 5 лет 37 дней  | 1994 (22)           | Африканский национальный конгресс |
| 2         |           | Табо Мбеки (1942—)          | 16 июня 1999     | 24 сентября 2008 (ушёл в отставку) | 9 лет 100 дней | 1999 (23) 2003 (24) | Африканский национальный конгресс |
| 3         |           | Кгалема Мотланте (1949—)    | 25 сентября 2008 | 9 мая 2009                         | 226 дней       | 2008 (24)           | Африканский национальный конгресс |
| 4         |           | Джейкоб Зума (1942—)        | 9 мая 2009       | 14 февраля 2018                    | 8 лет 281 день | 2009 (25) 2014 (26) | Африканский национальный конгресс |
| 5         |           | Сирил Рамафоса (1952—)      | 15 февраля 2018  | Действующий президент              | 7 лет 179 дней | 2018 (26)           | Африканский национальный конгресс |